# Gnamptogyia multilineata
Gnamptogyia multilineata är en fjärilsart som beskrevs av George Francis Hampson 1894. Gnamptogyia multilineata ingår i släktet Gnamptogyia och familjen nattflyn. Inga underarter finns listade i Catalogue of Life.